# Isiah Maxwell
Isiah Maxwell (Cleveland, Ohio; 28 de marzo de 1989) es un actor pornográfico estadounidense.

## Premios
| Premios AVN (5) | Premios AVN (5) | Premios AVN (5)            | Premios AVN (5)              | Premios AVN (5) |
| Resultado       | Año             | Categoría                  | Trabajo                      | Notas           |
| --------------- | --------------- | -------------------------- | ---------------------------- | --------------- |
| Ganador         | 2022            | Best Gangbang Scene        | Influence: Emily Willis      |                 |
| Ganador         | 2023            | Best Foursome/Orgy Scene   | Blacked Raw V56              |                 |
| Ganador         | 2023            | Best Gangbang Scene        | Take Control                 |                 |
| Ganador         | 2024            | Male Performer of the Year | —                            |                 |
| Ganador         | 2025            | Best Foursome/Orgy Scene   | Brazzers Presents: 20 For 20 |                 |

| Premios NightMoves (2) | Premios NightMoves (2) | Premios NightMoves (2) | Premios NightMoves (2) | Premios NightMoves (2) |
| Resultado              | Año                    | Categoría              | Trabajo                | Notas                  |
| ---------------------- | ---------------------- | ---------------------- | ---------------------- | ---------------------- |
| Ganador                | 2023                   | Best Male Performer    | —                      |                        |
| Ganador                | 2024                   | Best Male Performer    | —                      |                        |

| Premios XBIZ (10) | Premios XBIZ (10) | Premios XBIZ (10)                         | Premios XBIZ (10)                         | Premios XBIZ (10) |
| Resultado         | Año               | Categoría                                 | Trabajo                                   | Notas             |
| ----------------- | ----------------- | ----------------------------------------- | ----------------------------------------- | ----------------- |
| Ganador           | 2018              | Best Sex Scene - Taboo Release            | My Big Black Stepbrother                  |                   |
| Ganador           | 2018              | Best Sex Scene - Comedy Release           | Jews Love Black Cock                      |                   |
| Ganador           | 2019              | Male Performer Of The Year                | —                                         |                   |
| Ganador           | 2019              | Best Sex Scene - All-Sex Release          | Joanna Angel Gangbang: As Above, So Below |                   |
| Ganador           | 2021              | Best Sex Scene - Feature Movie            | Muse                                      |                   |
| Ganador           | 2023              | Best Sex Scene - Vignette                 | Blacked Raw V56                           |                   |
| Ganador           | 2023              | Best Sex Scene - Gonzo                    | Take Control                              |                   |
| Ganador           | 2024              | Best Sex Scene - Feature Movie            | Climax 3                                  |                   |
| Ganador           | 2025              | Best Sex Scene - Career-First Performance | Blacked Raw V83                           |                   |
| Ganador           | 2025              | Best Sex Scene - Orgy/Group               | Brazzers Presents: 20 For 20              |                   |

| Premios XRCO (3) | Premios XRCO (3) | Premios XRCO (3)           | Premios XRCO (3) | Premios XRCO (3) |
| Resultado        | Año              | Categoría                  | Trabajo          | Notas            |
| ---------------- | ---------------- | -------------------------- | ---------------- | ---------------- |
| Ganador          | 2021             | Male Performer Of The Year | —                |                  |
| Ganador          | 2022             | Male Performer Of The Year | —                |                  |
| Ganador          | 2024             | Male Performer Of The Year | —                |                  |